# Tonight (Clark Terry and Bob Brookmeyer Quintet)
Tonight è un  album del quintetto di Bob Brookmeyer e Clark Terry, pubblicato nel 1964 dall'etichetta Mainstream Records.

## Tracce
Lato A
1. Tete a tete – 3:02 (Clark Terry)
2. Pretty Girl – 3:00 (Bob Brookmeyer)
3. Blue China – 2:59 (Bob Brookmeyer)
4. Hum – 3:40 (Bob Brookmeyer)
5. Blindman, Blindman – 2:29 (Herbie Hancock)

Lato B
1. Step Right Up – 2:57 (Roger Kellaway)
2. Weep – 2:55 (Gary McFarland)
3. Straight No Chaser – 2:49 (Thelonious Monk)
4. Sometime Ago – 3:02 (Sergio Mihanovich)
5. Hymn – 2:42 (Charlie Parker)

## Musicisti
- Bob Brookmeyer - trombone
- Clark Terry - flicorno soprano, tromba
- Roger Kellaway - pianoforte
- Bill Crow - contrabbasso
- Dave Bailey - batteria